# Cucurbitaria spiraearum
Cucurbitaria spiraearum är en svampart som beskrevs av Petr. 1928. Cucurbitaria spiraearum ingår i släktet Cucurbitaria och familjen Cucurbitariaceae.   Inga underarter finns listade i Catalogue of Life.